# Зубниця п'ятилиста
Зубни́ця п'ятили́ста (Dentaria quinquefolia) — багаторічна рослина родини капустяних.

## Опис
Багаторічна трав'яниста рослина заввишки 20—35 см із повзучими горизонтальними кореневищами, часто вкритими м'ясистими лусками. Стебла без прикореневих листків. Листки пірчасто- або трійчасто-розсічені, запушені простими волосками, звичайно розташовані по 3, зближені в кільце. Суцвіття — небагато-квіткова коротка китиця. Квітки фіолетові або темно-рожеві. Приймочка тупа або слабо-виїмчаста. Плід — широко-лінійний або вузько-ланцетний сплюснутий стручок. Цвіте напровесні.